# Rezerwat przyrody Lasek Kurowski
Rezerwat przyrody Lasek Kurowski – leśny rezerwat przyrody w gminie Wieluń, w powiecie wieluńskim, w województwie łódzkim.
Został powołany na mocy zarządzenia Ministra Leśnictwa i Przemysłu Drzewnego z dnia 24 listopada 1983 roku (M.P. z 1983 r. nr 39, poz. 230).
Zajmuje powierzchnię 22,07 ha (akt powołujący podawał 22,13 ha). Celem ochrony jest zachowanie ekosystemów leśnych z udziałem jodły i buka.
W rezerwacie występują następujące zespoły roślinne:
- sitowie leśne
- ols porzeczkowy
- łęg jesionowo-olszowy
- subkontynentalny las grądowy

Według obowiązującego planu ochrony ustanowionego w 2011 roku (zmienionego w 2014), obszar rezerwatu objęty jest ochroną czynną.